# Oscar Eduardo Villa
Oscar Eduardo Villa (Pánuco, Veracruz; 24 de febrero de 2001) es un futbolista mexicano, juega como lateral iazquierdo y su equipo actual es el Cancún Fútbol Club de la Liga de Expansión MX.

## Inicios
Formado en las básicas de los Tuzos del Pachuca, solo pasaría por las categorías sub-15 y sub-17, además de tener un breve paso por la Universidad del Fútbol.

### Club León
Llegaría al equipo esmeralda en 2019 aunque este seria registrado con la sub-20.
Casi dos años después debutaría en febrero de 2022 en la Liga de Campeones de la Concacaf 2022, siendo titular en el partido de cuartos de final de vuelta frente al Club Deportivo Guastatoya de Guatemala.
El 4 de marzo del mismo año, hace su debut en primera división en la Jornada 9 del Clausura 2022 siendo titular en la victoria de su equipo frente al Fútbol Club Juárez.

### Cancún Fútbol Club
Para el 2024 llega con el equipo del Cancún Fútbol Club.

## Palmarés

### Títulos internacionales
| Título                           | Club    | Sede        | Año  |
| -------------------------------- | ------- | ----------- | ---- |
| Leagues Cup                      | C. León | Las Vegas   | 2021 |
| Liga de Campeones de la Concacaf | C. León | Los Ángeles | 2023 |